# Laguna Petrel
Laguna Petrel är en lagun i Chile.   Den ligger i regionen Región de O'Higgins, i den södra delen av landet, 160 km sydväst om huvudstaden Santiago de Chile. Laguna Petrel ligger 6 meter över havet.
Trakten runt Laguna Petrel består i huvudsak av gräsmarker. Runt Laguna Petrel är det ganska glesbefolkat, med 24 invånare per kvadratkilometer.